# Josep Ametller i Viñas
Josep Ametller i Viñas (Girona, 19 de març de 1832 – Girona, 11 de gener de 1901) fou un metge català. Era fill del doctor Miquel Ametller i Marill i de Raimunda Viñas, filla del metge Narcís Viñas i Barnoya. Germà de Joaquim Ametller i Viñas, farmacèutic.
Cursa els estudis primaris a Girona i els de Medicina a la Facultat de Barcelona del 1848 al 1856, mereixent el premi extraordinari de llicenciatura. Mentre estudia, guanya la plaça d'alumne intern de l'Hospital de la Santa Creu per oposició i és nomenat degà dels altres alumnes interns. Actiu i renovador, aconsegueix que els estudiants puguin fer pràctiques a les sales d'Obstetrícia.
Acabada la carrera, es trasllada a Madrid i obté el doctorat el 1858. Poc abans, guanya plaça a l'Hospital de Sant Joan de Déu de Madrid, ingressant en el Cos de Beneficència Provincial on hi treballa fins a l'any 1866 quan torna a Girona. A Madrid, és secretari del Cos de Beneficència i, també, de la Real Academia de Madrid, de la que en fou membre. Així Mateix, també fou membre de l'Academia Quirúrgica Matritense i corresponent de l'Institut Mèdic Valencià.
Reconegut com a entès en Venereologia i Higienista, és un dels organitzadors del Primer Congrés Mèdic que se celebra a Espanya el 1864.
Josep Ametller retorna a Girona per atendre el seu pare malalt, el metge Miquel Ametller. Des del 1867, treballa a l'Hospital Provincial de Santa Caterina i a la seva clínica. Agafa consciència dels problemes dels metges gironins i, juntament amb altres companys com Josep Pascual i Prats, crea una primera associació: el Sindicado Médico, embrió del futur Col·legi de Metges de Girona del qual Josep Ametller fou nomenat president.
Junt a la seva tasca mèdica el Dr.Ametller és força actiu en l'àmbit cultural: Josep Ametller és president de l'Associació per al Foment de les Belles Arts i, també en el seu moment, ho és de la Junta Revolucionaria de la província de Girona durant la Revolució de Setembre del 1868. Pertany a la Comissió Provincial de Monuments. És un dels fundadors de la Revista de Gerona on hi deixa biografies molt interessants de metges com Joan Bahí i Fontseca o Joan Isern i Batlló, entre d'altres.
Humanista en el sentit més ampli, té obra poc coneguda en diferents camps literaris que abasten des de l'assaig, a la poesia o el teatre, escrivint, també, sobre viatges i textos històrics. Pel seu domini de diferents idiomes, és redactor habitual de la secció d'estranger al periòdic gironí La Crònica. Significat políticament com a liberal, és candidat a Corts per Girona i col·laborador dels periòdics La Razón, El Vigilante y El Constitucional.